# Fergus Browning
Fergus Browning, né le 4 décembre 2003 à Yarraville, est un coureur cycliste australien.

## Biographie
Fergus Browning est né dans une banlieue de Melbourne. Il participe à ses premières compétitions cyclistes en 2016, vers l'âge de douze ans. Chez les juniors, il porte notamment les couleurs d'un club de Saint-Kilda. Il intègre ensuite la structure Inform TMX MAKE au niveau national. Durant cette période, il se classe notamment septième du championnat d'Océanie sur route en 2022. 
En 2023, il rejoint la formation britannique Trinity Racing, après y avoir été stagiaire. Lors de la saison 2024, il se révèle sur le territoire européen en remportant la première étape du Tour de l'Ain, grâce à une échappée. Il devient également champion d'Australie sur route espoirs.

## Palmarès et résultats

### Palmarès par année
- 2024
  -  Champion d'Australie sur route espoirs
  - 1re étape du Tour de l'Ain
- 2025
  - 2e du championnat d'Australie sur route espoirs
  - 2e du championnat d'Australie du contre-la-montre espoirs

### Classements mondiaux
| Année                                 | 2022 | 2023  | 2024 |
| ------------------------------------- | ---- | ----- | ---- |
| Classement mondial                    | 675e | 2656e | 820e |
| UCI Oceania Tour                      | 42e  | 113e  | nc   |
|                                       |      |       |      |
| Légende : nc = non classéSource : UCI |      |       |      |